# Phép chiếu (đại số tuyến tính)

Phép biến đổi P là phép chiếu vuông góc lên đường thẳng m.

Trong đại số tuyến tính và giải tích hàm, phép chiếu là một biến đổi tuyến tính {\displaystyle P} từ một không gian vectơ vào chính nó sao cho {\displaystyle P^{2}=P}. Tức là khi nào {\displaystyle P} được thực hiện hai lần với một giá trị bất kỳ, nó cho kết quả tương tự khi nó được áp dụng chỉ một lần (tính lũy đẳng). Việc thực hiện lại phép chiếu không làm thay đổi ảnh của nó. Mặc dù là khái niệm trừu tượng, định nghĩa "phép chiếu" này hình thức hóa và tổng quát hóa ý tưởng phép chiếu đồ họa. Ta có thể xét tác động của một phép chiếu lên một đối tượng hình học bằng cách xét các tác động của phép chiếu lên từng điểm của đối tượng.

## Định nghĩa
Phép chiếu trên một không gian vectơ {\displaystyle V} là một toán tử tuyến tính tự đồng cấu {\displaystyle P:V\to V} sao cho {\displaystyle P^{2}=P}.
Khi {\displaystyle V} được trang bị tích trong và là đầy đủ (chẳng hạn khi {\displaystyle V} là không gian Hilbert), khái niệm trực giao có thể được sử dụng. Một phép chiếu {\displaystyle P} trên một không gian Hilbert {\displaystyle V} được gọi là phép chiếu trực giao nếu nó thỏa mãn điều kiện tự liên hợp {\displaystyle \langle Px,y\rangle =\langle x,Py\rangle } với mọi {\displaystyle x,y\in V}.
Phép chiếu trên một không gian Hilbert không phải là phép chiếu trực giao được gọi là phép chiếu xiên.

### Ma trận chiếu
- Trong trường hợp hữu hạn chiều, một ma trận vuông {\displaystyle P} được gọi là ma trận chiếu nếu nó bằng bình phương của nó, tức là nếu {\displaystyle P^{2}=P}.[2]:p. 38
- Một ma trận vuông {\displaystyle P} được gọi là ma trận chiếu trực giao nếu {\displaystyle P^{2}=P=P^{\mathrm {T} }} đối với một ma trận thực, và tương ứng {\displaystyle P^{2}=P=P^{\mathrm {H} }} đối với một ma trận phức, trong đó {\displaystyle P^{\mathrm {T} }} ký hiệu cho chuyển vị của {\displaystyle P} và {\displaystyle P^{\mathrm {H} }} ký hiệu cho chuyển vị Hermite của {\displaystyle P}.[2]:p. 223
- Ma trận chiếu không là ma trận chiếu trực giao được gọi là ma trận chiếu xiên.

Các giá trị riêng của một ma trận chiếu phải bằng 0 hoặc 1.

## Ví dụ

### Phép chiếu trực giao
Ví dụ, hàm ánh xạ một điểm {\displaystyle (x,y,z)} trong không gian 3 chiều {\displaystyle \mathbb {R} ^{3}} vào điểm {\displaystyle (x,y,0)} là một phép chiếu trực giao lên mặt phẳng x–y. Hàm này được biểu diễn bởi ma trận sau
{\displaystyle P={\begin{bmatrix}1&0&0\\0&1&0\\0&0&0\end{bmatrix}}.}
Tác động của ma trận này lên một vectơ bất kỳ là
{\displaystyle P{\begin{pmatrix}x\\y\\z\end{pmatrix}}={\begin{pmatrix}x\\y\\0\end{pmatrix}}.}
Để xem liệu {\displaystyle P} có là một phép chiếu, tức là {\displaystyle P=P^{2}}, ta tính
{\displaystyle P^{2}{\begin{pmatrix}x\\y\\z\end{pmatrix}}=P{\begin{pmatrix}x\\y\\0\end{pmatrix}}={\begin{pmatrix}x\\y\\0\end{pmatrix}}=P{\begin{pmatrix}x\\y\\z\end{pmatrix}}}.
Ta còn có thể thấy rằng {\displaystyle P^{\mathrm {T} }=P} (ma trận đối xứng), chứng tỏ phép chiếu này là phép chiếu trực giao.

### Phép chiếu xiên
Một ví dụ đơn giản cho phép chiếu xiên (không trực giao) là
{\displaystyle P={\begin{bmatrix}0&0\\\alpha &1\end{bmatrix}}.}
Bằng phép nhân ma trận, ta thấy rằng
{\displaystyle P^{2}={\begin{bmatrix}0&0\\\alpha &1\end{bmatrix}}{\begin{bmatrix}0&0\\\alpha &1\end{bmatrix}}={\begin{bmatrix}0&0\\\alpha &1\end{bmatrix}}=P.}
chứng tỏ rằng {\displaystyle P} chắc chắn là một phép chiếu.
Phép chiếu {\displaystyle P} là trực giao khi và chỉ khi {\displaystyle \alpha =0} bởi vì chỉ khi đó mới có {\displaystyle P^{\mathrm {T} }=P}.

## Tính chất và phân loại

Biến đổi T là phép chiếu theo phương k lên m. Miền giá trị của T là m và hạt nhân là k.

### Tính lũy đẳng
Theo định nghĩa, phép chiếu {\displaystyle P} là lũy đẳng (tức là {\displaystyle P^{2}=P}).

### Miền giá trị và hạt nhân
Cho {\displaystyle W} là một không gian vectơ hữu hạn chiều và {\displaystyle P} là một phép chiếu trên {\displaystyle W}. Giả sử rằng các không gian con {\displaystyle U} và {\displaystyle V} tương ứng là miền giá trị (ảnh) và hạt nhân của {\displaystyle P}. Vậy thì {\displaystyle P} có các tính chất sau:
1. {\displaystyle P} là toán tử đơn vị {\displaystyle I} trên {\displaystyle U}
{\displaystyle \forall x\in U:Px=x}.
2. Ta có một tổng trực tiếp {\displaystyle W=U\oplus V}. Mọi vectơ {\displaystyle x\in W} có thể được phân tích duy nhất dưới dạng {\displaystyle x=u+v} với {\displaystyle u=Px} và {\displaystyle v=x-Px=(I-P)x}, trong đó {\displaystyle u\in U,v\in V}.

Miền giá trị và hạt nhân của một phép chiếu là phần bù của nhau, và cũng vậy với toán tử {\displaystyle P} và {\displaystyle Q=I-P}. Toán tử {\displaystyle Q} cũng là một phép chiếu, với miền giá trị và hạt nhân của {\displaystyle P} tương ứng trở thành hạt nhân và miền giá trị của {\displaystyle Q} và ngược lại. Ta nói {\displaystyle P} là phép chiếu theo phương {\displaystyle V} lên {\displaystyle U} (hạt nhân/miền giá trị) và {\displaystyle Q} là phép chiếu theo phương {\displaystyle U} lên {\displaystyle V}.

### Phổ
Trong các không gian vectơ hữu hạn chiều, phổ của một phép chiếu, có giá trị thuộc {\displaystyle \{0,1\}} là
{\displaystyle (\lambda I-P)^{-1}={\frac {1}{\lambda }}I+{\frac {1}{\lambda (\lambda -1)}}P.}
Giá trị riêng của một phép chiếu chỉ có thể là 0 hoặc 1. Từ điều này suy ra rằng một phép chiếu trực giao {\displaystyle P} luôn là một ma trận nửa xác định dương. Tổng quát, các không gian con riêng (tương ứng) là hạt nhân và miền giá trị của phép chiếu. Sự phân tích không gian vectơ thành tổng trực tiếp là không duy nhất. Vì thế, cho một không gian con {\displaystyle V}, có thể có nhiều phép chiếu có miền giá trị (hay hạt nhân) là {\displaystyle V}.
Nếu phép chiếu là không tầm thường thì nó có đa thức cực tiểu {\displaystyle x^{2}-x=x(x-1)} có thể phân tích được thành các nghiệm phân biệt, vì vậy {\displaystyle P} chéo hóa được.

### Tích các phép chiếu
Tích các phép chiếu nói chung không phải là phép chiếu ngay cả khi chúng trực giao. Nếu hai phép chiếu giao hoán được thì tích của chúng là một phép chiếu, nhưng điều ngược lại không đúng: tích của hai phép chiếu không giao hoán vẫn có thể là một phép chiếu.
Nếu hai phép chiếu là trực giao và giao hoán đựoc thì tích của chúng là phép chiếu trực giao. Nếu tích của hai phép chiếu trực giao cũng là một phép chiếu trực giao thì hai phép chiếu trực giao là giao hoán được (bởi vì tổng quát: hai tự đồng cấu tự liên hợp giao hoán được khi và chỉ khi tích của chúng tự liên hợp).

### Phép chiếu trực giao
Khi không gian vectơ {\displaystyle W} được trang bị một tích trong và là đầy đủ (là một không gian Hilbert) thì có thể sử dụng khái niệm trực giao. Phép chiếu trực giao là một phép chiếu sao cho miền giá trị {\displaystyle U} và hạt nhân {\displaystyle V} là các không gian con trực giao. Vì vậy, với mọi {\displaystyle x} và {\displaystyle y} thuộc {\displaystyle W}, ta có {\displaystyle \langle Px,(y-Py)\rangle =\langle (x-Px),Py\rangle =0}. Một cách tương đương:
{\displaystyle \langle x,Py\rangle =\langle Px,Py\rangle =\langle Px,y\rangle }.
Một phép chiếu là trực giao khi và chỉ khi nó là tự liên hợp. Để chứng tỏ, sử dụng tính chất tự liên hợp và tính chất lũy đẳng của {\displaystyle P}, với bất kỳ {\displaystyle x} và {\displaystyle y} trong {\displaystyle W} ta có {\displaystyle Px\in U}, {\displaystyle y-Py\in V}, và
{\displaystyle \langle Px,y-Py\rangle =\langle P^{2}x,y-Py\rangle =\langle Px,P(I-P)y\rangle =\langle Px,(P-P^{2})y\rangle =0\,}
trong đó {\displaystyle \langle \cdot ,\cdot \rangle } là tích trong được trang bị cho {\displaystyle W}. Vì thế, {\displaystyle Px} và {\displaystyle y-Py} là các phép chiếu trực giao. Điều ngược lại, tức là nếu {\displaystyle P} là trực giao thì nó là tự liên hợp, suy ra từ
{\displaystyle \langle x,Py\rangle =\langle Px,y\rangle =\langle x,P^{*}y\rangle }
với mọi {\displaystyle x} và {\displaystyle y} trong {\displaystyle W}; vì vậy {\displaystyle P=P^{*}}.

#### Tính chất và các trường hợp riêng
Một phép chiếu trực giao là một toán tử bị chặn. Điều này là do với mọi vectơ {\displaystyle v} trong không gian vectơ ta có bởi bất đẳng thức Cauchy–Schwarz:
{\displaystyle \|Pv\|^{2}=\langle Pv,Pv\rangle =\langle Pv,v\rangle \leq \|Pv\|\cdot \|v\|}
Vì vậy {\displaystyle \|Pv\|\leq \|v\|}.
Đối với không gian vectơ hữu hạn chiều thực hoặc phức, tích trong tiêu chuẩn có thể được thay thế cho {\displaystyle \langle \cdot ,\cdot \rangle }.